# 서상렬
서상렬(徐相烈, 1854년~1896년)은 조선의 문신이다. 본관은 대구, 자는 경은(敬殷), 호는 경암(敬菴), 당호는 춘수당(春睡堂)이다. 고조할아버지는 서적수(徐積修), 고조할머니는 박성선(朴性善)의 딸인 문의 박씨(文義朴氏), 증조할아버지는 형조정랑 서유진(徐有鎭), 증조할머니는 이집배(李集培)의 딸 전의 이씨(全義李氏), 할아버지는 서긍보(徐肯輔), 할머니는 이진철(李鎭-)의 딸 전주 이씨(全州李氏)이고, 아버지는 서진순(徐進淳)이며, 어머니는 강영환(姜永煥)의 딸인 진주 강씨(晉州姜氏)이다.

## 생애
서상렬은 1854년(철종 5년)에 충청북도에서 태어났고, 1869년 그의 아버지 서진순(徐進淳)은 돌아가셨다. 같은 서씨 지친인 서광범(徐光範)의 도움을 받았다고하나 박영효(朴泳孝) 때문에 서상렬은 서광범을 멀리했다.
무과(武科)에 급제하였고, 벼슬은 선전관(宣傳官)을 지냈다. 그 뒤 독일인 묄렌도르프가 조정에 들어온 후 서상렬은 사직했으며, 김평묵(金平默)과 유중교(柳重敎)의 문하에서 수학하였다.
1884년(고종 21년)-1894년(고종 31년) 사이에 실패한 갑신정변(甲申政變)과 갑오개혁(甲午改革)이 일어나자 서상렬은 충격을 이기지 못했고 힘든 시절을 겪었다. 1895년(고종 32년) 을미사변(乙未事變)이 일어났으며, 민비(閔妃)/명성황후는 시해(弑害)되었다. 그 이유 때문에 서상렬은 의병을 결의하고 제천(堤川)에서 의병장 이춘영(李春永)의 휘하에 들어가 선봉장이 되어 단양(丹陽), 상주(尙州) 등지에서 활약하였다. 이듬해 예천(醴泉)에서 회맹소(會盟所)를 조직하고 대장이 되어 낭천(狼川)에서 전사했다.
서상렬의 문집으로는 경암집(敬菴集)과 춘수당일기(春睡堂日記)이다.

## 가족 관계
- 고조할아버지: 서적수(徐積修)
  - 증조할아버지: 서유진(徐有鎭)
    - 할아버지: 서긍보(徐肯輔)
      - 아버지: 서진순(徐進淳)
      - 어머니: 강영환의 딸